# Charisma (album)
Charisma è un album di Lee Morgan, pubblicato dalla Blue Note Records nel 1969. Il disco fu registrato il 29 settembre del 1966 al Van Gelder Studio di Englewood Cliffs, New Jersey (Stati Uniti).

## Tracce
Lato A
1. Hey Chico – 7:00 (Lee Morgan)
2. Somethin' Cute – 6:35 (Lee Morgan)
3. Rainy Night – 5:40 (Cedar Walton)

Lato B
1. Sweet Honey Bee – 6:55 (Duke Pearson)
2. The Murphy Man – 7:35 (Lee Morgan)
3. The Double Up – 6:35 (Lee Morgan)

## Musicisti
- Lee Morgan - tromba
- Jackie McLean - sassofono alto
- Hank Mobley - sassofono tenore
- Cedar Walton - pianoforte
- Paul Chambers - contrabbasso
- Billy Higgins - batteria